# Jake & Blake
Jake & Blake è una sitcom argentina, in onda dal 7 dicembre 2009 su Disney Channel America Latina.
Su Disney Channel Italia è stata mandata in onda un'anteprima della serie il 15 maggio 2010, mentre è mandata in onda regolarmente dal 2 giugno 2010. Dal 17 giugno 2011 su Disney Channel Italia sono andati in onda i restanti episodi della prima stagione nonché i nuovi episodi della seconda, che è terminata definitivamente il giorno 11 luglio 2011.
È stata creata da Cris Morena ed è prodotta da Cris Morena Group e RGB Entertainment.
Questa serie è stata girata a Buenos Aires interamente in lingua inglese per Disney Channel negli Stati Uniti. Nonostante sia registrato in quella lingua tutti gli attori provengono dall'Argentina, come Benjamin Rojas.

## Trama
Jake e Blake sono due gemelli separati alla nascita che non si sono mai incontrati; Jake è uno studente mentre Blake è una pop star, Jake viveva solo con la nonna perché i genitori sono morti in un naufragio, Blake viveva in una casa lussuosa con camerieri, autisti (Buddy) e succhiatori di soldi (Miranda e Bruno, falsi amici di Blake che gli sottraevano il denaro) ed era stato adottato, a differenza del fratellastro Max, che era figlio naturale della sua madre adottiva, perché era stato trovato in un naufragio. Jake è stato espulso dalla sua scuola, Blake è scappato per evitare di andare a una festa: i due sosia si incontrano dopo un incidente e dopo aver parlato della loro vita decidono di scambiarsi i ruoli. Il loro gioco continuerà per un anno. Blake s'innamora di Annie, la migliore amica di Jake, il quale s'innamora di Hope, una fan di Blake, presidentessa del suo fan club, e scopre la bellezza di avere una famiglia. Annie riconosce quasi subito lo scambio, mentre Hope lo scoprirà nel terzultimo episodio della prima stagione, entrando nella camera di Jake (Blake) e vedendo insieme i due fratelli. Solo dopo una coincidenza, Jake capisce di essere il fratello gemello di Blake. Allora i gemelli decidono di indagare sul proprio passato, ma a bloccarli più di una volta sarà il signor Fynk, zio dei gemelli (all'oscuro di tutto), preoccupato di perdere il suo impero se i gemelli scoprissero troppo sul passato, in quanto suo fratello è il padre di Jake e Blake, separatisi durante il naufragio, ma gli unici membri della famiglia oltre a Fynk, il quale credeva che fossero morti durante la tempesta, come i loro genitori, che invece li avevano protetti proprio per non farli annegare,
Jake e Blake scoprono sempre più sul loro passato, e compaiono sempre molti nuovi personaggi della vicenda, come zii e amici della nonna dei gemelli (in passato solo di Jake, poi diventata anche di Blake alla luce della verità); non manca nemmeno una zia impazzita, Augustina, ma ella è l'unica ad essersi accorta che Jake (o meglio Blake) non è il SUO Jake, costringendo i due fratelli a rivelarle la verità, e donando loro un prezioso anello, il primo passo per la scoperta della verità.
Nel terzultimo episodio della seconda stagione a un concerto, quando hanno già scoperto che il signor Fynk è il loro zio, Jake e Blake rivelano tutta la verità al pubblico che in un primo momento disapprova, poi però li comprende e i gemelli iniziano un duetto, come le ragazze (Annie e Hope), che precedentemente hanno formato "Le Sushi". Poi Jake e Blake scoprono la verità sul loro passato e sul naufragio intrappolati dal signor Fynk in una cantina vicino a un porto, e Lacalle (assistente del signor Fynk) aiuta i gemelli a intrappolare il suo stesso capo. Così riescono ad arrivare in tempo per il concerto programmato ad Agua Clara (il luogo in cui vive Jake e ha vissuto Blake per un anno). E così termina la seconda stagione di Jake e Blake.

## Episodi
| Stagione         | Episodi | Prima TV Argentina | Prima TV Italia |
| ---------------- | ------- | ------------------ | --------------- |
| Prima stagione   | 26      | 2009-2010          | 2010-2011       |
| Seconda stagione | 26      | 2011               | 2011            |

## Curiosità
Nel terzo episodio della prima stagione, mentre i ragazzi ballano e cantano, si può notare che usano la canzone "No Mas Goodbye" dei TeenAngels.
La divisa di scuola di Max è uguale a quella usata alla Rockland School in Teen Angels.
Nell'episodio 8 della prima stagione le ragazze della scuola oppositrice hanno la stessa divisa sportiva usata dalle ragazze in Rebelde Way.
Nell'episodio 14 della prima stagione Jake (nei panni di Blake) canta una canzone che ha sognato, questa canzone è la versione inglese di Mañana Habra degli Erreway (gruppo di cui faceva parte lo stesso Benjamín Rojas)

## Personaggi

### Personaggi principali
- Jacob "Jake" Valley (Benjamín Rojas): ragazzo molto studioso, timido e romantico, maturo, educato, responsabile e adulto, non ha i genitori e vive con una signora (sua "nonna") che lo ha trovato mentre galleggiava in mezzo all'oceano. Oltre a essere un genio matematico è un campione di nuoto: salverà la vita a Blake che è finito in acqua per schivarlo mentre era in moto. Si scambierà la vita con Blake e s'innamorerà di Hope. Ha un'allergia ai cani e al pepe. Jake è il contrario di Blake. Adora la natura e gli animali. Ex di Paula e fidanzato di Hope, Jake pensa sempre agli altri e li aiuta, non sa difendersi e subisce tutte le cattiverie senza reagire. Cerca sempre di aiutare nello studio Annie, la sua migliore amica.
- Blake Hill (Benjamín Rojas): Blake è una famosa popstar, è molto superficiale e pensa solo a se stesso. Si scambierà la vita con Jake e s'innamorerà di Annie; non sa nuotare e tutte le ragazze impazziscono per lui. Quando si scambierà la vita con Jake capirà che era un egoista e cambierà. Non è per niente profondo ed è anche molto pigro. Vuole fare sempre quello che pare a lui. Litiga costantemente con Annie e ha un rapporto di amore e odio con lei.
- Hope (Sofía Reca): Hope è una grande fan di Blake, la presidentessa del suo fan club, lei lo ama e Jake s'innamorerà di lei. Fa il rifornimento alle macchine e studia. Sa tutto su Blake. Hope è emotiva, dolce e ha un cuore grande, anche se a volte è un po' dura. Hope ha una vera e propria ossessione per Blake, parla sempre di lui e ascolta sempre tutte le sue canzoni. Gli scrive ogni giorno una lettera, a cui Blake non rispondeva mai mentre Jake, innamoratosi di lei, sì, e va sempre a casa sua. Alla fine della prima stagione saprà la verità sui fratelli e si metterà con Jake.
- Annie Brunch (Melanie Green): è la migliore amica di Jake. Blake ha una cotta per lei e lei ricambia il suo amore. Sogna di fare la ballerina solo per il piacere perché non le piace esibirsi per essere famosa, anche se in seguito formerà un duetto con Hope, "Le Sushi", ma non è una buona studentessa. Ha anche un'amica di nome Paloma. Annie è bella e seducente. Anche se sembra fredda, ha un gran cuore.
- Maximilian "Max" Hill (Tomás Martinez): fratello adottivo di Blake, inizialmente non ha un buon rapporto con lui, visto che non lo bada e lo tratta male. Scoprirà presto la verità, all'inizio della prima stagione. In seguito le cose tra i due fratelli si aggiusteranno. Può sembrare un bambino molto freddo ma in realtà ha solo bisogno di affetto. Diventerà il complice di Jake e Blake.

### Personaggi secondari
- Kathy (Ana Justo): è la nonna adottiva di Jake, lo ha trovato quando era piccolo, in mezzo all'oceano, gli ha dato una casa, ma gli ha sempre detto la verita sulle sue origini incerte. L'amore per suo nipote è maggiore di qualunque altro sentimento. Lo alimenta in tutte le relazioni con la matematica e la scuola. È una signora di paese, semplice, sensibile e allegra. Le manca il glamour ma è molto civetta. Scoprirà la verità solo alla fine della seconda stagione.
- Miranda (Victoria Maurette) è la manager di Blake. Ambiziosa e senza scrupoli, lo sta derubando senza che lui lo sospetti e in questa truffa non è sola, la aiuta anche Bruno, che suona insieme a Blake, in qualunque cosa. Bella, con gusto, seduttrice e misteriosa, fa che la sua bellezza non passi inosservata in nessun lato. Miranda è molto seria e professionale.
- Buddy (Pablo Drutman) è l'autista, guardia del corpo e confidente di Blake. Lo tratta come se avesse 60 anni e lo adora, è capace di dare la vita per Blake, però non trova mai il coraggio di dirglielo. Super responsabile ed ottimo amico. Anche lui verrà a conoscenza del loro segreto, e ne diventerà un fidato alleato.
- Joaquín Patrick Fynk (Fabio Aste) è un mega impresario di un'azienda creata da suo fratello, il padre dei gemelli, morto nel naufragio. è lunatico e cupo ed è zio dei gemelli. All'inizio non lo sa perché credeva che fossero morti nel naufragio, ma quando lo scopre non vuole farli incontrare, e purtroppo ha sfortuna perché già si conoscono. Ha sempre invidiato suo fratello: talentuoso, bravo negli affari, sincero. La sua vita sentimentale è un mistero. È capace di far verdere le sue doti di seduttore, non mostrerà mai la sua vera faccia. Fynk è perfido ed egoista.
- Lacalle (Marcelo Andino) è il segretario del signor Fynk: sua spia, suo messaggero, suo collaboratore, il suo braccio destro, la sua mano destra.  Nonostante questo però Fynk lo disprezza e glielo fa sapere ogni volta che può, arrivando perfino a cambiare il suo soprannome e chiamandolo "Slave" (schiavo) o "Lacallo" (al posto di Lacalle). La verità è che Lacalle ammira Fynk, per il suo coraggio, ma a volte lo odia per il suo egoismo e perché lo usa. Spia sempre i gemelli, ma alla fine della seconda stagione li aiuta a fuggire da Fynk, che voleva ucciderli, e ad approdare ad Agua Clara, paese dove viveva Jake.
- Bruno (Diego Child) è il falso migliore amico di Blake, è simpatico e con carisma. Dà consigli anche se non gliene vengono chiesti ed è pronto per tutto. Anche la sua personalità è assolutamente falsa. La verità è che vive divertito e amareggiato, ed è alleato con Miranda in tutti i casi che riguardano Blake. È il chitarrista della band di Blake e anche il compositore di alcune sue canzoni; alla fine della seconda stagione i gemelli, che hanno deciso di comporre un duetto, gli danno un'altra opportunità, ma lui cerca di nuovo di intrappolarli, alleato con il signor Fynk.
- Alan King (Matías Mayer): figlio del preside King, è il teppista della scuola. Innamorato di Annie, cercherà di impedire l'amicizia che c'è tra Annie e Jake (in realtà Blake) , soprattutto quando scoprirà che anche quest'ultimo fa la corte ad Annie. È il tipico adolescente che ha conflitti ed è molto superbo. È più intelligente di suo padre, alleato con il signor Fynk, ma quando prepara dei dispetti verso Jake, il padre lo becca sempre, fermandolo. All'inizio della seconda stagione vede i due gemelli insieme e capisce la verità, che però non riesce a venire a galla fino a quando non la dicono in pubblico i due stessi gemelli a un concerto di Blake.